# ديكر أحمر الجانب
الديكر أحمر الجانب (الاسم العلمي: Cephalophus rufilatus) نوع من الظباء الصغيرة وجد في السنغال، السودان وغرب ووسط إفريقيا.

## اقرأ كذلك
- قائمة مزدوجات الأصابع حسب العدد
- قائمة الثدييات في السودان